# Dave Sheridan
David Christopher «Dave» Sheridan (Newark, Delaware, 10 de marzo de 1969) es un actor y comediante estadounidense, conocido por su papel de Doofy Gilmore en Scary Movie (2000). Es, además, creador del reality show Buzzkill, que se transmitió en MTV en 1996. A partir de su trabajo en Scary Movie, ha participado en varias películas producidas por Marlon Wayans, como Little Man (2006), A Haunted House y su secuela (2013 y 2014), Fifty Shades of Black (2016) y Desnudo (2017).  

## Carrera

### Comienzos
Sheridan nació en Newark (Delaware) el 10 de marzo de 1969 y estudió en la William Paterson University en Wayne (Nueva Jersey), donde fue miembro de la fraternidad Tau Kappa Epsilon. Desde joven, se interesó en la comedia y, en su adolescencia, filmaba videos caseros primero practicando skateboarding y luego interpretando personajes cómicos. En 1990, a falta de trabajo, hizo una pasantía con el periodista Dan Rather, aunque nunca le interesó tal profesión. Sin embargo, fue esta conexión con la CBS la que le permitiría ponerse en contacto con Herb Sargent, quien le dio pequeños trabajos en Saturday Night Live entre 1991 y 1992. Sheridan escribió algunas bromas para ese programa y conoció a Adam Sandler, Chris Rock y Chris Farley, quienes le permitieron colaborar en algunas de sus presentaciones de stand-up.
A recomendación de Farley, a mediados de 1993 se mudó a Chicago para estudiar en The Second City y así poder perfeccionar sus métodos de improvisación. En ese lugar, su interés en filmar videos cómicos estaba mal visto y, cuando comenzó a colaborar con los estudiantes Frank Hudetz y Travis Draft, «los tres se alejaron por completo» de la empresa teatral. Sheridan creó un espectáculo llamado Seven Levels of Love que, con ayuda de Hudetz y Draft, filmó en Nueva York. Andrew Alexander, copropietario y director ejecutivo del Second City, quedó impresionado por el material y financió el piloto Dave Sheridan's America, en el que Sheridan interactuaba con un público que desconocía que había cámaras. Alexander presentó el piloto de media hora a MTV y, en mayo de 1996, el canal lo transmitió bajo el nombre Buzzkill, que tuvo seis episodios.

### Década de 2000
En el año 2000 interpretó al oficial especial Doofy, que tiene discapacidad intelectual y es una parodia del personaje de David Arquette en Scream (1996), en Scary Movie, una comedia y sátira de múltiples películas de terror. Sheridan audicionó sin presentarse a sí mismo y, como no dejó de actuar en ningún momento, el director Keenen Ivory Wayans creyó que en verdad tenía algún tipo de discapacidad. Sheridan obtuvo el papel y pidió que también se le diera el de asesino principal, a lo que accedieron porque de esa manera se ahorraría dinero de producción. A principios de la década de 2000 fundó, junto con su compañero de Buzzkill Travis Draft, la banda satírica de shock rock Van Stone, que para 2013 ya estaba disuelta. En 2001, realizó un «cameo memorable» como un cliente de una tienda de conveniencia llamado Doug en la película cómico-dramática Ghost World, basada en el cómic homónimo de Daniel Clowes. A modo de audición, Sherdian había enviado una grabación en la que interpretaba muchos personajes inventados por él al productor Mike Judge, aunque no recibió respuestas. Sin embargo, cuando el director de Ghost World, Terry Zwigoff, acudió a una de las oficinas de Judge para saber si este estaba interesado en producir la película, vio la cinta y le gustó tanto que se puso en contacto con el actor, al que terminó contratando. El guionista Daniel Clowes dijo que las quemaduras solares y la idea de que el personaje use nunchakus provienen de Sheridan.
También en 2001, interpretó a Mark, prometido del personaje de Marley Shelton, en la comedia negra Bubble Boy y, al mismo tiempo, tuvo un papel menor en Corky Romano, donde fue el agente del FBI Darnell. Los ejecutivos de Walt Disney Pictures consideraron que su trabajo en Bubble Boy era digno del «próximo Jim Carrey» e hicieron redactar el guion de Los casos de Frank McKlusky, protagonizada por Sheridan, quien también se encargó de la historia. Sin embargo, tanto la película como el actor recibieron malas críticas, como la de Aaron Beierle, quien escribió en DVD Talk que «en Los casos de Frank McKlusky, Sheridan no muestra ni el timing ni la habilidad de parodiar de sus anteriores trabajos. [...] En base a esos papeles, pensé que él sería capaz de hacer un algo decente, pero películas como esta arruinan carreras».
En 2002, encarnó a un taxista que secuestra a Anthony Kiedis en el videoclip de la canción «By the Way» de Red Hot Chili Peppers, grupo con el que volvió a colaborar para el video musical de «Universally Speaking», que protagonizó. Un año después, actuó como miembro de un coro en la comedia musical The Fighting Temptations y, más tarde, fue Ray Dobson en The Devil's Rejects (2005, Rob Zombie). Sheridan, que incursionó en una serie de televisión en 2003 en Grounded for Life, continuó en ese medio en la sitcom de Fox Free Ride, estrenada en marzo de 2006 y donde los actores tenían la libertad de improvisar. Su personaje, Mark, sirve como contraste del de Josh Dean, Nate, según el Orange County Register. Mark Schultz, de The Michigan Daily, dijo que los actores no logran ser espontáneos, aunque el papel de Sheridan le pareció más gracioso que los demás. La serie se canceló a los dos meses de emisión. El actor volvió a trabajar con los hermanos Keenen Ivory, Shawn y Marlon Wayans —director y guionistas de Scary Movie, respectivamente— en Little Man, en la que tuvo un papel menor, y escribió e interpretó a Randy Van Stone en Van Stone: Tour of Duty. En 2008, interpretó a un recaudador de impuestos en Your Name Here, protagonizada por Bill Pullman, y fue parte del reparto de Sex Drive, dirigida por Sean Anders. Su siguiente trabajo fue All's Faire in Love (2009), en la que encarna a un bufón.

### Década de 2010
En 2012 interpretó a George, mejor amigo del protagonista —personaje de Jamie Kennedy—, en Lost & Found in Armenia. Al año siguiente, actuó en la comedia A Haunted House, parodia de Paranormal Activity (2007), y tuvo un papel menor en Dealin' with Idiots, de Jeff Garlin. Además, Sheridan volvió a actuar en A Haunted House para la secuela, estrenada en 2014. En 2015, produjo y actuó en la película independiente The Walking Deceased, que parodia a la serie The Walking Dead y recibió malas críticas. Matt Fowler escribió en IGN que las escenas que Sheridan comparte con Mason Dakota Galyon son «ridículas» y que su actuación «es muy exagerada, mientras que los demás son tranquilos y se apegan a una comedia más tradicional». Su siguiente trabajo, Amigo Undead, que protagonizó, también se trata de una comedia de zombis. Sheridan volvió a colaborar con Marlon Wayans en Fifty Shades of Black (2016) y Desnudo (2017).
En 2017, tuvo un papel en Victor Crowley y, un año después, fue parte de la película de ciencia ficción Beyond White Space, donde interpretó al tripulante Stubniski, representante del pecado capital de la pereza. Para ese trabajo, debió «transformarse por completo», hasta quedar casi irreconocible.

## Filmografía

### Cine
| Año  | Título                      | Papel            | Notas     |
| ---- | --------------------------- | ---------------- | --------- |
| 2000 | Scary Movie                 | Doofy Gilmore    |           |
| 2001 | Ghost World                 | Doug             |           |
| 2001 | Bubble Boy                  | Mark             |           |
| 2001 | Corky Romano                | Terrence Darnell |           |
| 2002 | Los casos de Frank McKlusky | Frank McKlusky   | Historia  |
| 2003 | The Fighting Temptations    | Bill             |           |
| 2005 | The Devil's Rejects         | Ray Dobson       |           |
| 2006 | Little Man                  | Rosco            |           |
| 2008 | Your Name Here              | Duke             |           |
| 2008 | Sex Drive                   | Bobby Jo         |           |
| 2009 | All's Faire in Love         | Roy              |           |
| 2012 | Lost & Found in Armenia     | George           |           |
| 2013 | A Haunted House             | Bob              |           |
| 2013 | Dealin' with Idiots         | Forrest          |           |
| 2014 | A Haunted House 2           | Agouhl           |           |
| 2015 | The Walking Deceased        | Lincoln          | Productor |
| 2015 | Amigo Undead                | Finn             |           |
| 2016 | Fifty Shades of Black       | Mysterio         |           |
| 2017 | Desnudo                     | Bentley          |           |
| 2017 | Victor Crowley              | Dillon           |           |
| 2018 | Beyond White Space          | Stubniski        |           |

### Televisión
| Año  | Título                  | Papel           | Notas                              |
| ---- | ----------------------- | --------------- | ---------------------------------- |
| 1996 | Buzzkill                | Varios          | Creador                            |
| 2003 | Grounded for Life       | Jack            | 1 episodio                         |
| 2006 | Free Ride               | Mark            |                                    |
| 2006 | Van Stone: Tour of Duty | Randy Van Stone | Escritor. Película para televisión |

### Videoclips
| Año  | Título                 | Artista               |
| ---- | ---------------------- | --------------------- |
| 2002 | «By the Way»           | Red Hot Chili Peppers |
| 2002 | «Universally Speaking» | Red Hot Chili Peppers |